# Спутњик 4
Спутњик 4 је био совјетски сателит лансиран 15. мајa 1960. године. Спутњик 4 је био тежак 1.477 килограма.